# Широ Ишии
Широ Ишии (на японски: 石井 四郎) e японски микробиолог, генерал-лейтенант от имперската армия на Япония, военен престъпник, който провежда биологични експерименти върху корейски, китайски и съветски военнопленници.
Роден е на 25 юни 1892 г. в Шибаяма, Префектура Чиба. Ишии ръководи разработването и прилагането на биологично оръжие в отдел 731 в Манджукуо по време на Втората китайско-японска война от 1937 до 1945 г. Арестуван е от американците в края на войната, но след ходатайство му е даден имунитет. Умира на 9 октомври 1959 г. от рак на ларинкса на 67-годишна възраст в болница в Шинджуку, Токио.